# 1980年奧地利總統選舉
1980年奧地利總統選舉於1980年5月18日舉行，在主要政黨，包括執政的社會民主黨及在野的奧地利人民黨共同支持下，時任總統魯道夫·基希施萊格以79.9%的得票獲得壓倒性勝利。